# 1802-es debreceni tűzvész

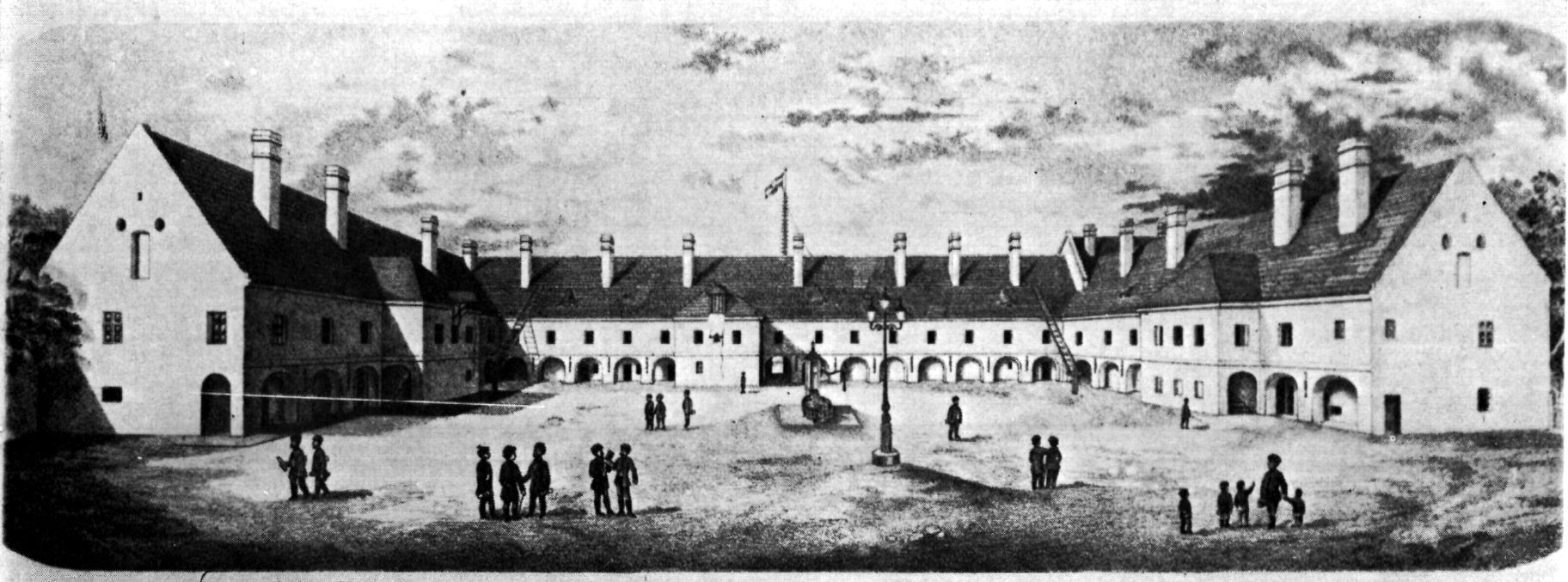
A debreceni református kollégium épülete 1869-ben, a nagy tűzvészek után, lebontása előtt

1802-ben Debrecen egy szörnyű tűzvészben majdnem teljesen leégett. Elpusztult a Nagytemplom elődje, és még sok-sok épület. Voltak ugyan tűzmegelőzési tervek, de ezek papíron maradtak. Később 1811-ben még egyszer, utolsó alkalommal tört ki a tűzvész Debrecenben.

## Leírása
Debrecenben régebben gyakran pusztítottak hatalmas tüzek, melyek közül talán az egyik legnagyobb az 1802. június 11-i tűzvész volt. A városban ebben az időben még nagyrészt sűrűn egymás mellé épített náddal fedett, fából készített házak álltak, melyeknek elég volt egy szikra, hogy a tűz gyorsan elterjedhessen.
Ekkor már hetek óta rekkenő hőség volt, az erős szélben villámgyorsan terjedt a tűz, körülbelül 5 óra alatt 1500 épület hamvadt el. A város több mint harmada leégett, többek között a Nagytemplom és a Református Kollégium egy része és például Csokonai Vitéz Mihály szülőháza is.
E katasztrófák meggyőzték az embereket a tűzvédelem fontosságáról ezért a pusztító tüzek megelőzése érdekében 1811 után szigorúbb tűzmegelőzési előírásokat jelentettek meg.